# Borek (district de Pardubice)
Pour les articles homonymes, voir Borek.
Borek est une commune du district et de la région de Pardubice, en République tchèque. Sa population s'élevait à 286 habitants en 2022.

## Géographie
Borek se trouve à 10 km au sud-sud-est de Hradec Králové, à 12 km au nord-est de Pardubice et à 102 km à l'est de Prague.
La commune est limitée par Vysoká nad Labem au nord, par Býšť à l'est, par Újezd u Sezemic au sud, et par Bukovina nad Labem à l'ouest.

## Histoire
La première mention écrite du village date de 1436.

## Galerie

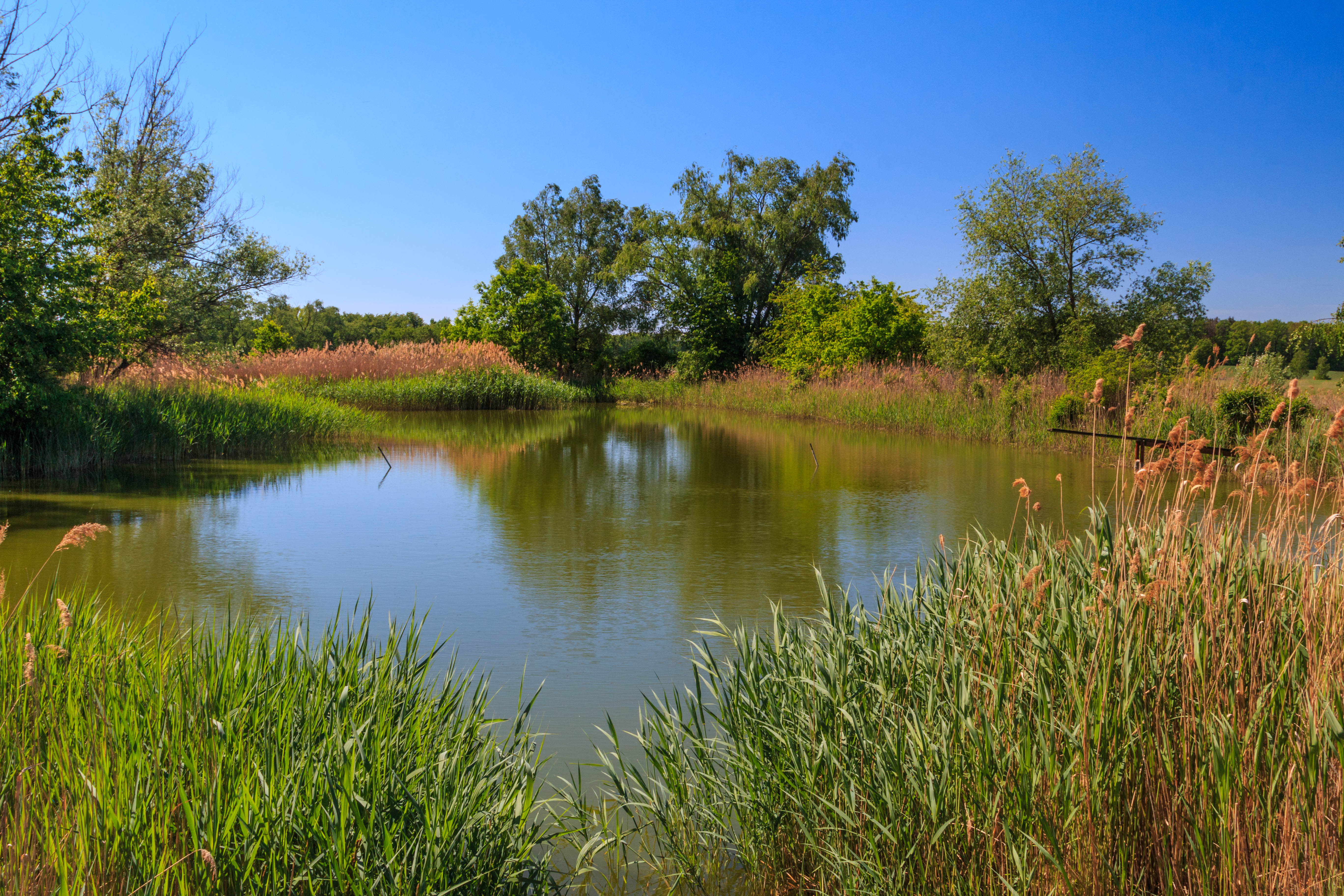
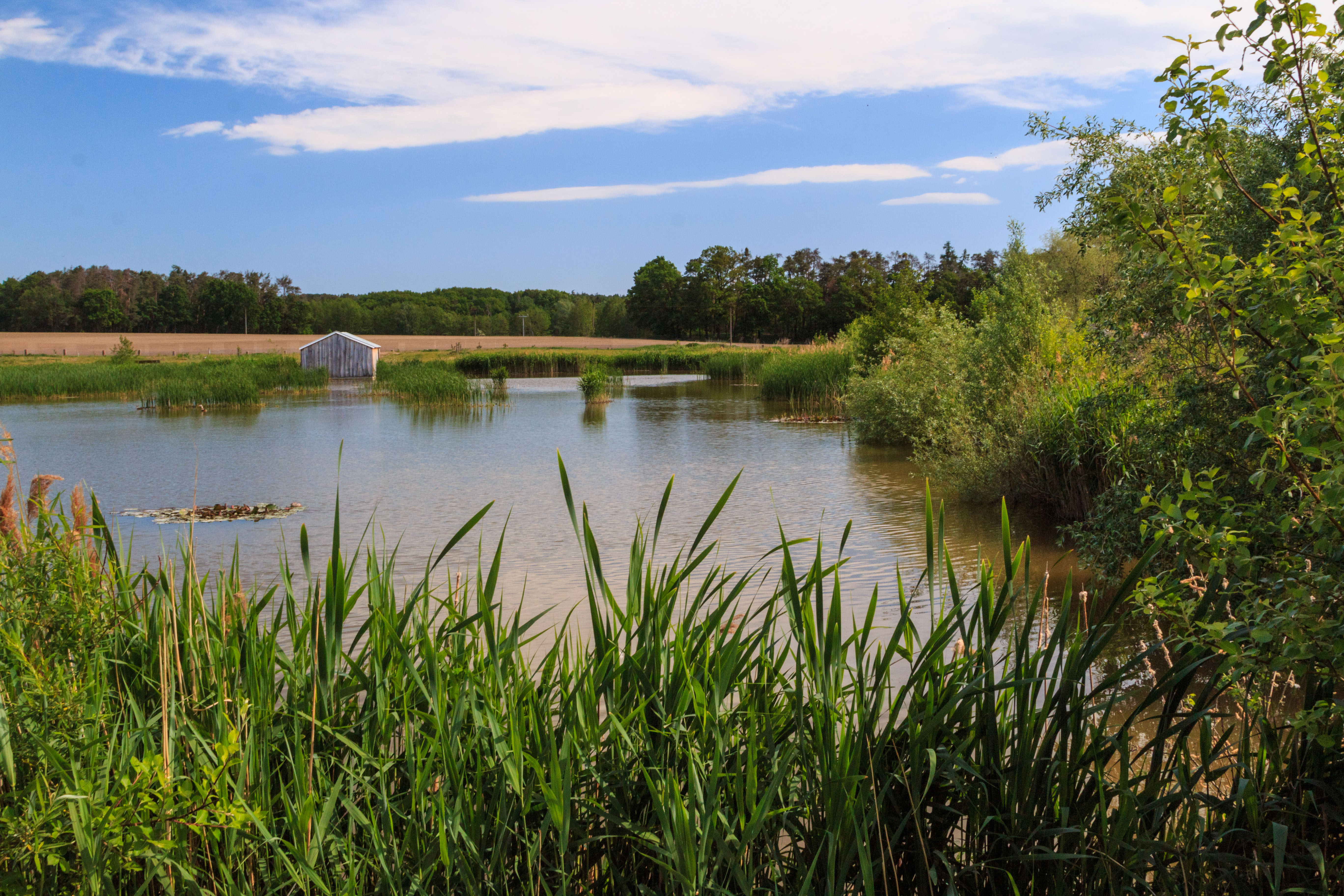

Étangs à Borek :

## Transports
Par la route, Borek se trouve à 13 km de Hradec Králové, à 15 km de Pardubice et à 122 km de Prague. 